# داستین براون (تنیس‌باز)
داستین براون (انگلیسی: Dustin Brown؛ زاده ۸ دسامبر ۱۹۸۴) یک تنیس‌باز بازنشسته اهل جامائیکا-آلمان است. شهرت او بیشتر برای شکست رافائل نادال در مسابقات Halle Open سال ۲۰۱۴ و ویمبلدون سال ۲۰۱۵ می‌باشد